# Blang Baro (Darul Makmur)
Blang Baro is een bestuurslaag in het regentschap Nagan Raya van de provincie Atjeh, Indonesië. Blang Baro telt 742 inwoners (volkstelling 2010).